# Куйи-Абран
Куйи-Абран (узб. Qoʻyi Obron / Қўйи Оброн) — посёлок городского типа, расположенный на территории Касанского района Кашкадарьинской области Республики Узбекистан.
Статус посёлка городского типа с 2009 года.